# هيلينا فيشر

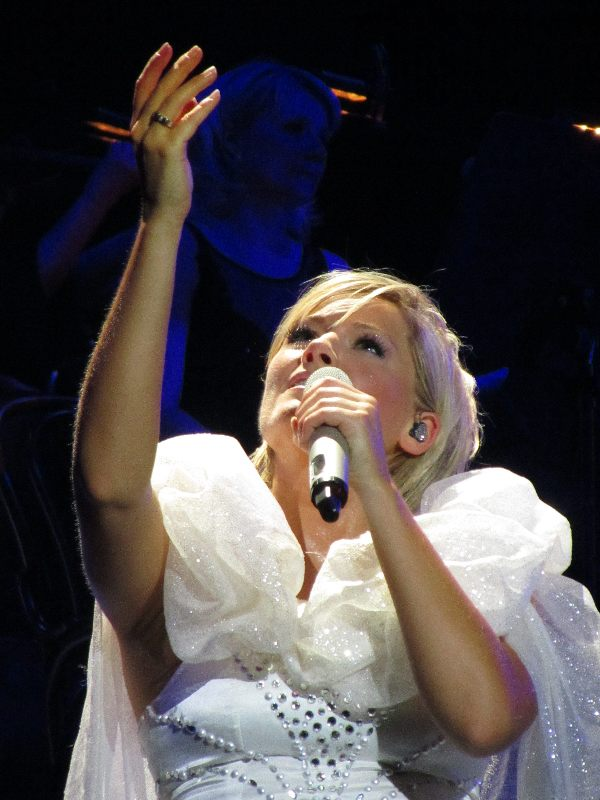
هيلين فيشر في مايو 2011

هيلينا فيشر (بالألمانية: Helene Fischer) وولدت باسم يلينا بيتروفنا فيشر (بالروسية:  Елена Петровна Фишер) وهي مغنية روسية المولد وألمانية الأصل والجنسية ولدت في يوم 5 أغسطس 1984 في مدينة كراسنويارسك في سيبيريا في روسيا في الاتحاد السوفيتي. وفازت بعدة جوائز. والدها ألماني الأصل عاش في الاتحاد السوفيتي ورجع مع عائلته من ضمنهم هيلين إلى ألمانيا الغربية في مقاطعة راينلند بالاتينات في سنة 1988.

## روابط خارجية
- هيلينا فيشر على موقع IMDb (الإنجليزية)
- هيلينا فيشر على موقع مونزينجر (الألمانية)
- هيلينا فيشر على موقع ألو سيني (الفرنسية)
- هيلينا فيشر على موقع ميوزك برينز (الإنجليزية)
- هيلينا فيشر على موقع أول ميوزيك (الإنجليزية)
- هيلينا فيشر على موقع ديسكوغز (الإنجليزية)
- هيلينا فيشر على موقع قاعدة بيانات الفيلم (الإنجليزية)
- هيلينا فيشر على موقع كينوبويسك (الروسية)